# Misumenops insulanus
Misumenops insulanus är en spindelart som först beskrevs av Eugen von Keyserling 1890.  Misumenops insulanus ingår i släktet Misumenops och familjen krabbspindlar. Inga underarter finns listade i Catalogue of Life.